# Cananeuretus occidentalis
Cananeuretus occidentalis (лат.) — ископаемый вид муравьёв (Formicidae), единственный в составе рода Cananeuretus из подсемейства Aneuretinae (Северная Америка, Канада, Альберта, Канадский янтарь, Грэсси Лейк, Medicine Hat, Кампанский ярус, Foremost Formation, меловой период, возраст находки около 80 млн лет). Первый мезозойский представитель подсемейства из Западного полушария.

## Описание
Длина скапуса усика 0,46 мм, длина головы 0,52 мм, длина мезосомы 3,1 мм. Мандибулы Cananeuretus примитивного типа с 4 зубцами, из которых самый крупный базальный. Сложные глаза мелкие, расположены в нижней половине головы, оцеллии отсутствуют. Усики 12-члениковые. Проподеум округлый, без зубцов или выступов. Вид был впервые описан в 2005 году американскими мирмекологами Майклом Энджелом и Дэвидом Гримальди (США). Родовое название Cananeuretus связано с местом обнаружения (Канада) и именем типового рода подсемейства (Aneuretus), а видовое occidentalis дано по западной части расположения этой находки (с запада, occidentalis), так как этот вид стал первым мезозойским представителем подсемейства из Западного полушария.
Cananeuretus это один из шести родов и видов, описанных из окрестностей деревни (хамлета) Грэсси Лейк, наряду с Canapone dentata, Chronomyrmex medicinehatensis, Eotapinoma macalpini, Haidoterminus cippus и Sphecomyrma canadensis.